# Peter Lawrence
Peter Lawrence (Anglaterra 1941) és un biòleg anglès, una de les autoritats mundials en la biologia del desenvolupament.

## Biografia
Va estudiar biologia a la Universitat de Cambridge, on es va doctorar l'any 1965 esdevenint posteriorment l'any 1969 membre permanent del laboratori de biologia molecular (LBM). Entre 1984 i 1986 va codirigir el departament de biologia cel·lular del laboratori.
El 1976 es va convertir en membre de l'Organització Europea de Biologia Molecular i el 1983 de la Royal Society amb seu a Londres. Així mateix és membre de l'Acadèmia Sueca de Ciències.

## Recerca científica
Mundialment és considerat una autoritat en el camp de la biologia del desenvolupament, centrant-se en l'estudi de la mosca Drosophila melanogaster. Aquest estudi se centra en l'estudi dels gens compartits per a l'estudi i tractament de malalties genètiques com l'envelliment humà. També ha centrat la seva recerca en la regeneració de parts del cos, com succeïx amb les sargantanes i amb les ales d'algunes papallones.
Juntament amb el biòleg espanyol Ginés Morata Pérez ha ajudat a establir la teoria del compartiment, teoria proposada i desenvolupada per Antonio García Bellido. En aquesta hipòtesi una sèrie de cèl·lules construeixen un territori o compartiment en l'animal. El desenvolupament procedeix d'un gen específic o «gen selector» que dirigeix la clonació de cèl·lules.
L'any 1994 fou guardonat amb la Medalla Darwin per la Royal Society, i el 2007 amb el Premi Príncep d'Astúries d'Investigació Científica i Tècnica, juntament amb Ginés Morata Pérez.